# Kodeks 0268
Kodeks 0268 (Gregory-Aland no. 0268) – grecki kodeks uncjalny Nowego Testamentu na pergaminie, datowany metodą paleograficzną na VII wiek. Rękopis jest przechowywany w Berlinie. Tekst rękopisu jest wykorzystywany w niektórych współczesnych wydaniach greckiego Nowego Testamentu. 

## Opis
Zachował się fragment 1 pergaminowej karty rękopisu, z greckim tekstem Ewangelii Jana (1,30-31.32-33). Karta miała prawdopodobnie rozmiar 11 na 8 cm. Tekst jest pisany jedną kolumną na stronę, 10 linijek tekstu na stronę. 

## Tekst
Tekst rękopisu jest zbyt krótki, aby określić jego charakter tekstualny. Kurt Aland nie zaklasyfikował go do żadnej kategorii. 

## Historia
INTF datuje rękopis 0268 na VII wiek . 
Tekst rękopisu opublikował Kurt Treu w 1971 roku. 
Na listę greckich rękopisów Nowego Testamentu wciągnął go Kurt Aland, oznaczając go przy pomocy siglum 0268. Został uwzględniony w II wydaniu Kurzgefasste. Rękopis został wykorzystany w 26 wydaniu greckiego Nowego Testamentu Nestle-Alanda (NA26). Nie jest cytowany w NA27, NA28 i UBS4). 
Rękopis jest przechowywany w Staatliche Museen zu Berlin (P. 6790) w Berlinie . 